# باد كامينز
باد كامينز (بالإنجليزية: Bud Cummins)‏ هو محامي أمريكي، ولد في 6 أغسطس 1959 في إنيد في الولايات المتحدة.